# Province del Vietnam

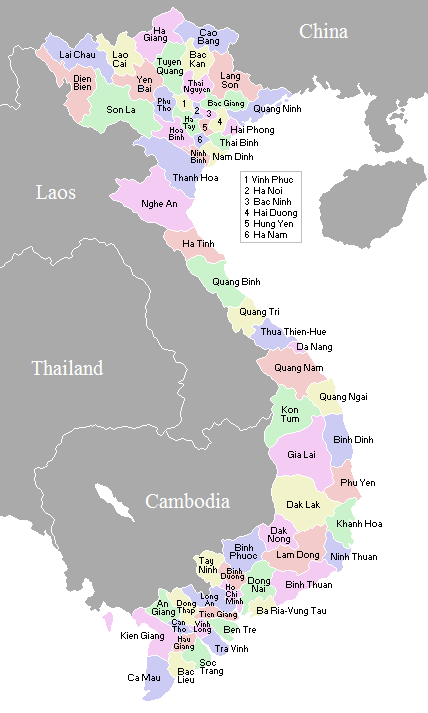
Province del Vietnam

Le province del Vietnam sono la suddivisione territoriale di primo livello del Paese e sono pari a 58. A esse sono equiordinate 5 città, chiamate municipalità. 
Ogni provincia è governata da un Consiglio del Popolo, eletto dai residenti. Il Consiglio nomina un Comitato del Popolo, che agisce come il braccio esecutivo del governo provinciale.

## Lista
| Localizzazione | Provincia       | Capoluogo           | Popolazione | Superficie (Km2) | Regione geografica    |
| -------------- | --------------- | ------------------- | ----------- | ---------------- | --------------------- |
|                | An Giang        | Long Xuyen          | 2 210 400   | 3 536,8          | Delta del Mekong      |
|                | Ba Ria-Vung Tau | Vũng Tàu            | 926 300     | 1 989,6          | Đông Nam Bộ           |
|                | Bac Giang       | Bắc Giang           | 1 594 300   | 3 817            | Đông Bắc              |
|                | Bac Kan         | Bắc Kạn             | 301 500     | 4 796            | Đông Bắc              |
|                | Bac Lieu        | Bạc Liêu            | 820 100     | 2 584,1          | Delta del Mekong      |
|                | Bac Ninh        | Bắc Ninh            | 1 009 800   | 797              | Delta del fiume Rosso |
|                | Ben Tre         | Ben Tre             | 1 353 300   | 2 360,2          | Delta del Mekong      |
|                | Binh Dinh       | Quy Nhơn            | 1 566 300   | 6 039,6          | Nam Trung Bộ          |
|                | Binh Duong      | Thủ Dầu Một         | 964 000     | 2 696,2          | Đông Nam Bộ           |
|                | Binh Phuoc      | Dong Xoai           | 809 500     | 6 883,4          | Đông Nam Bộ           |
|                | Binh Thuan      | Phan Thiết          | 1 163 700   | 7 836,9          | Đông Nam Bộ           |
|                | Cà Mau          | Cà Mau              | 1 232 000   | 5 331,7          | Delta del Mekong      |
|                | Cao Bang        | Cao Bằng            | 518 900     | 8 445            | Đông Bắc              |
|                | Dak Lak         | Buôn Ma Thuột       | 1 737 600   | 13 062           | Tây Nguyên            |
|                | Dak Nong        | Gia Nghĩa           | 407 300     | 6 514            | Tây Nguyên            |
|                | Dien Bien       | Điện Biên Phủ       | 459 100     | 9 554            | Tây Bắc               |
|                | Dong Nai        | Biên Hòa            | 2 214 800   | 5 903,9          | Đông Nam Bộ           |
|                | Dong Thap       | Cao Lãnh            | 1 667 800   | 3 376,4          | Delta del Mekong      |
|                | Gia Lai         | Pleiku              | 1 161 700   | 15 662           | Tây Nguyên            |
|                | Ha Giang        | Hà Giang            | 683 500     | 7 831            | Đông Bắc              |
|                | Ha Nam          | Phủ Lý              | 826 600     | 827              | Delta del fiume Rosso |
|                | Ha Tinh         | Hà Tĩnh             | 1 306 400   | 6 054            | Bắc Trung Bộ          |
|                | Hai Duong       | Hải Dương           | 1 722 500   | 1 661            | Delta del fiume Rosso |
|                | Hau Giang       | Vị Thanh            | 796 900     | 1 601,1          | Delta del Mekong      |
|                | Hoa Binh        | Hoa Binh            | 820 400     | 4 612            | Tây Bắc               |
|                | Hung Yen        | Hưng Yên            | 1 142 700   | 895              | Delta del fiume Rosso |
|                | Khanh Hoa       | Nha Trang           | 1 135 000   | 5 217,6          | Nam Trung Bộ          |
|                | Kien Giang      | Rạch Giá            | 1 684 600   | 6 348,3          | Delta del Mekong      |
|                | Kon Tum         | Kon Tum             | 383 100     | 9 690,5          | Tây Nguyên            |
|                | Lai Châu        | Lai Chau            | 319 900     | 9 065            | Tây Bắc               |
|                | Lam Dong        | Đà Lạt              | 1 179 200   | 9 776,1          | Tây Nguyên            |
|                | Lang Son        | Lạng Sơn            | 746 400     | 8 187            | Đông Bắc              |
|                | Lao Cai         | Lào Cai             | 585 800     | 8 050            | Đông Bắc              |
|                | Long An         | Tân An              | 1 423 100   | 4 493,8          | Delta del Mekong      |
|                | Nam Dinh        | Nam Dinh            | 1 974 300   | 1 669            | Delta del fiume Rosso |
|                | Nghe An         | Vinh                | 3 064 300   | 16 381           | Bắc Trung Bộ          |
|                | Ninh Binh       | Hoa Lư              | 922 600     | 1 388            | Delta del fiume Rosso |
|                | Ninh Thuan      | Phan Rang-Tháp Chàm | 567 900     | 3 363,1          | Đông Nam Bộ           |
|                | Phu Tho         | Việt Trì            | 1 336 600   | 3 465            | Đông Bắc              |
|                | Phu Yen         | Tuy Hoa             | 873 300     | 5 060,6          | Nam Trung Bộ          |
|                | Quang Binh      | Đồng Hới            | 847 900     | 7 984            | Bắc Trung Bộ          |
|                | Quang Nam       | Tam Kỳ              | 1 472 700   | 10 438,3         | Nam Trung Bộ          |
|                | Quang Ngai      | Quảng Ngãi          | 1 295 600   | 5 152,7          | Nam Trung Bộ          |
|                | Quang Ninh      | Hạ Long             | 1 091 300   | 5 939            | Đông Bắc              |
|                | Quang Tri       | Đông Hà             | 625 800     | 4 592            | Bắc Trung Bộ          |
|                | Soc Trang       | Sóc Trăng           | 1 276 200   | 3 312,3          | Delta del Mekong      |
|                | Son La          | Sơn La              | 1 007 500   | 14 210           | Tây Bắc               |
|                | Tay Ninh        | Tay Ninh            | 1 047 100   | 4 035,9          | Đông Nam Bộ           |
|                | Thai Binh       | Thái Bình           | 1 865 400   | 1 509            | Delta del fiume Rosso |
|                | Thai Nguyen     | Thái Nguyên         | 1 127 200   | 3 541            | Đông Bắc              |
|                | Thanh Hóa       | Thanh Hóa           | 3 680 400   | 11 168           | Bắc Trung Bộ          |
|                | Tien Giang      | Mỹ Tho              | 1 717 400   | 2 484,2          | Delta del Mekong      |
|                | Trà Vinh        | Trà Vinh            | 1 036 800   | 2 295,1          | Delta del Mekong      |
|                | Tuyen Quang     | Tuyen Quang         | 723 300     | 5 801            | Đông Bắc              |
|                | Vinh Long       | Vĩnh Long           | 1 057 000   | 1 479,1          | Delta del Mekong      |
|                | Vinh Phuc       | Vĩnh Yên            | 1 180 400   | 1 371            | Delta del fiume Rosso |
|                | Yen Bai         | Yên Bái             | 740 700     | 6 808            | Đông Bắc              |
|                | Cần Thơ         | -                   | 1 139 900   | 1 401,6          | Delta del Mekong      |
|                | Đà Nẵng         | -                   | 788 500     | 1 257,3          | Nam Trung Bộ          |
|                | Haiphong        | -                   | 1 803 400   | 1 504            | Delta del fiume Rosso |
|                | Hanoi           | -                   | 5 760 200   | 921              | Delta del fiume Rosso |
|                | Ho Chi Minh     | -                   | 6 105 800   | 2 098,7          | Đông Nam Bộ           |